# فرد ماديسون
فرد ماديسون (بالإنجليزية: Fred Maddison)‏ هو نقابي وسياسي بريطاني (وحمل سابقاً جنسية المملكة المتحدة لبريطانيا العظمى وأيرلندا)، ولد في 17 أغسطس 1856، وتوفي في 12 مارس 1937. في الانتخابات الفرعية في مجلس العموم البريطاني ‏، انتخب عضو برلمان المملكة المتحدة الـ26 عن دائرة شيفيلد برايتسايد (6 أغسطس 1897 – ) وفي الانتخابات العامة في المملكة المتحدة 1906 ‏، انتخب عضو برلمان المملكة المتحدة الـ28 عن دائرة بورنلي (12 يناير 1906 – 10 يناير 1910).